# Cytora filicosta
Cytora filicosta är en snäckart som först beskrevs av Powell 1948.  Cytora filicosta ingår i släktet Cytora och familjen Pupinidae. Inga underarter finns listade i Catalogue of Life.